# Силвестър Милчев
Силвестър Милчев е български спортен журналист.

## Биография
Роден е на 21 февруари 1932 г. Завършва „зоотехника“. Работи във вестниците „Работническо дело“, „Спорт“ и „Българска армия“. В „Работническо дело“ ръководи спортния отдел и е заместник главен редактор и партиен секретар на ППО в редакцията.
Започва да пише книги, когато остава безработен. В трилогията „Футболната романтика на България“ са поместени интервюта с над 90 футболни ветерани, чиито спомени за периода 1924 – 1948 г. са основен източник за историята на българския футбол. Автор е на трилогията „По хребета на българския футбол“, съдържаща статистика на първенствата от 1924 до 1989 г., както и на мачовете на националния отбор на България. Написва биографиите на Манол Манолов-Симолията, Георги Пачеджиев-Чугуна, Добромир Ташков-Мирко и др. Изследва историята на софийския футбол в книгата „Български футболни корени“. Автор е на 18 книги.
Привърженик и изследовател на историята на Локомотив (София). Открива учредителния протокол на отбора и доказва кой е първият председател на столичните „железничари“. Умира на 11 февруари 2024 г.